# Municipio de Floyd (condado de Floyd)
El municipio de Floyd (en inglés: Floyd Township) es un municipio ubicado en el condado de Floyd en el estado estadounidense de Iowa. En el año 2010 tenía una población de 951 habitantes y una densidad poblacional de 8,68 personas por km².

## Geografía
El municipio de Floyd se encuentra ubicado en las coordenadas 43°8′32″N 92°45′13″O / 43.14222, -92.75361. Según la Oficina del Censo de los Estados Unidos, el municipio tiene una superficie total de 109.56 km², de la cual 109,56 km² corresponden a tierra firme y (0 %) 0 km² es agua.

## Demografía
Según el censo de 2010, había 951 personas residiendo en el municipio de Floyd. La densidad de población era de 8,68 hab./km². De los 951 habitantes, el municipio de Floyd estaba compuesto por el 98,74 % blancos, el 0,21 % eran asiáticos, el 0,74 % eran de otras razas y el 0,32 % eran de una mezcla de razas. Del total de la población el 1,16 % eran hispanos o latinos de cualquier raza.